# Louis-Charles de Bie de Westvoorde
Louis-Charles de Bie de Westvoorde (Brugge, 21 mei 1826 - Oostkamp, 4 oktober 1904) was burgemeester van de Belgische gemeente Oostkamp.

## Levensloop
Louis Charles Auguste Marie de Bie de Westvoorde was de zoon van Louis-Joseph de Bie de Westvoorde en van Thérèse Le Gillon. Hij was de oudste van hun twee zoons. Vader Louis-Joseph de Bie was van 1830 tot 1873 burgemeester van Oostkamp.
Louis-Charles de Bie trouwde met Henriette Pecsteen (1833-1914), dochter van senator Gustave Pecsteen, burgemeester van Ruddervoorde. Haar zus Leonie Pecsteen trouwde met zijn broer, Jules de Bie de Westvoorde.
Hun kinderen waren:
- Ferdinand de Bie (1835-1919), die trouwde met de Cubaanse Irène Badell. Hun enige dochter trouwde met een Argentijn.
- Marguerite de Bie (1856-1925), die trouwde met Edouard de Caters (1841-1897)
- Alice de Bie (1858), die trouwde met Alphone Vilain XIIII (1844-1916)

De naam de Bie de Westvoorde is uitgestorven.

## Burgemeester
In 1879 werd Louis-Charles de Bie benoemd tot burgemeester van Oostkamp. Men had kunnen verwachten dat hij in 1873 zijn overleden vader zou hebben opgevolgd, maar dit gebeurde niet. Het was Gustave van Zuylen van Nyevelt die gedurende een legislatuur het ambt bekleedde. De Regering-De Theux-Malou had de voorkeur gegeven aan een katholiek boven een liberaal. Zes jaar later sloeg het gunstige uur voor de Bie, toen de militant-liberale regering Frère-Orban aan de macht kwam.
Louis-Joseph de Bie bleef burgemeester tot aan zijn dood.